# Maria Cagigas
Maria Cagigas (Colindres, 11 augustus 1972) is een wielrenster uit Spanje.
In 2000 nam Cagigas voor Spanje deel aan de Olympische Zomerspelen in Sydney op het onderdeel wegrit.